# John Bede Polding
John Bede Polding, né le 18 novembre 1794 à Liverpool et mort le 16 mars 1877 à Darlinghurst, est un prélat catholique britannique. Il est le premier archevêque de Sydney de 1842 à 1877.

## Biographie

### Jeunesse en Angleterre
John Polding naît à Liverpool le 18 novembre 1874, alors dans le Royaume de Grande-Bretagne en guerre face à la France. Son père est originaire des Provinces-Unies tandis que se mère est une Britannique récusante. Alors à l'âge de 8 ans, ses parents meurent et le laissent orphelin ; il est élevé par son oncle l'abbé Prewer, président de la congrégation bénédictine anglaise (ECB). Polding est envoyé faire sa scolarité dans l'établissement bénédictin Saint Gregory à Acton Burnell. Le 15 juillet 1810, Polding rentre dès les ordres et prend le nom de « Bede » en honneur à son oncle. Il est ordonné prêtre en 1819 par Monseigneur William Poynter (en) et travaille dans la congrégation de son oncle ; en 1826, il devient le secrétaire du président de l'ECB. Polding est un homme brillant et expert en philosophie et théologie, il enseigne ces matières aux séminaristes. Il est raconté qu'il était très apprécié de ses élèves.

### 1832-1877: carrière épiscopale
En 1832, le pape Grégoire XVI le nomme évêque in partibus infidelium d'Hierocæsarea (de), un évêché ottoman de la région d'Anatolie. Le 29 juin 1834, il est consacré par James Bramston en la cathédrale de Westminster. Il est en même temps nommé vicaire apostolique du Cap, de Maurice, de Madagascar, de Nouvelle-Hollande et de la terre de Van Diemen et des îles adjacentes. Cette nomination est due au constat de l'archidiacre John McEnroe après un voyage en Australie : « il y a 16 000 ou 18 000 catholiques dans cette colonie, et moins de la moitié a déjà vu un prêtre […], le Saint-Siège devrait y établir un diocèse. ». Mais également de la pression exécré par l'immigration irlandaise en Australie qui souhaite voir une vraie administration dans leur pays.

#### 1835-1842: installation en Australie
En septembre 1835, il arrive en Australie avec un prêtre et cinq séminaristes dans la ville de Sydney après rapidement avoir séjourné à Hobart. Il est décrit comme un homme généreux d'une profonde sainteté qui fait passer ses missions avec lui-même. En 1839, le Weekly Orthodox Journal ecrit que « son travail est incessant, son zèle sans limite, les protestants comme les catholiques le voient comme un saint. ».
Avec le soutien de Monseigneur Ullathorne, Polding établit en Australie une première administration. Il érige la cathédrale Sainte-Marie de Sydney, il ordonne la construction de plusieurs autres églises et prend en main l'éducation en finançant une dizaine d'écoles dans son administration. Il souhaite fonder un monastère bénédictin mais manque de personnel ; il envoie ainsi Ullathorne en Grande-Bretagne dès 1836 pour recruter des missionnaires. L'évêque parvient à ramener une quinzaine de prêtres et religieux mais Polding ne reçoit pas l'autorisation pour fonder son monastère. En 1840, il fait lui-même un voyage à Rome pour organiser l'administration de l'Australie ; les archidiocèse d'Adelaïde (en), de Sydney et de Hobart sont fondés en 1842 et permettent le retour en Australie de Polding, qui devient en même temps le premier archevêque de Sydney.

#### 1842-1877:  archevêque de Sydney
En 1842, Polding consacre Robert Willson (en) archevêque de Hobart ; et le 8 septembre 1844, il consacre Francis Murphy (en) archevêque d'Adelaïde. Maintenant archevêque de Sydney, Polding peut continuer son objectif d'établir des monastères bénédictins en Australie. Cependant, Ullathorne lui affirme que l'esprit bénédictin aura du mal à s'imposer chez les catholiques irlandais, ces derniers étant loin de l'idéal ora et labora de l'ordre de Saint-Benoît. Polding organise un nouveau voyage en Europe en 1846 pour recruter un évêque coadjuteur, anglais et bénédictin si possible, qui l'aiderait dans ses desseins. Il parvient à nommer Monseigneur Charles Henry Davis comme évêque de Maitland (en) en 1847, et retourne avec lui et des religieux en Australie l'année suivante. En 1850, après plusieurs débats et désaccords toujours en lien avec la volonté d'amener l'ordre de Saint-Benoît en Australie, Polding décide de cesser de diviser l'opinion et de se résoudre à abandonner cette idée. Son épiscopat est déjà marqué par de belles réussites, un rapport de 1851 fait office de près de 60 000 fidèles et une trentaine de prêtres dans son archidiocèse. Le développement religieux de la région continue, ainsi en 1857, les Sœurs du Bon Samaritain (en) sont établis en Australie.
En 1869, alors qu'une partie de sa cathédrale a été détruite par un incendie, il est contraint de partir à Rome pour participer à au prochain concile œcuménique du Vatican. À son retour en Australie en 1871, il ramène avec lui un nouvel évêque coadjuteur, Roger Bede Vaughan, un bénédictin, car Polding a déjà près de 75 ans et ne parvient plus à assurer seul toute l'administration de son archidiocèse. Il transfert ses tâches progressivement à Vaughan et meurt le 16 mars 1877 au presbytère du Sacré-Coeur à Darlinghurst. Son corps est transféré dans la cathédrale Saint-Mary en 1901.

### Généalogie épiscopale
La généalogie épiscopale de Polding remonte au XVIe siècle et est la suivante :
- Cardinal Scipione Rebiba
- Cardinal Giulio Santorio
- Cardinal Girolamo Bernerio
- Archevêque Galeazzo Sanvitale
- Cardinal Ludovico Ludovisi
- Cardinal Luigi Caetani
- Cardinal Ulderico Carpegna
- Cardinal Paluzzo Degli Albertonim
- Cardinal Gaspare Carpegna
- Cardinal Fabrizio Paolucci
- Cardinal Francesco Barberini
- Cardinal Annibale Albani
- Cardinal Federico della Rovere
- Évêque Charles Walmesley (en)
- Évêque William Gibson (en)
- Évêque John Douglass (en)
- Évêque William Poynter (en)
- Évêque James Bramston

### Succession épiscopale
Polding a consacré les évêques suivants : 
- Robert Willson (en) (1842)
- Francis Murphy (en) (1844)
- Philippe Viard (1846)
- James Alipius Goold (en) (1848)
- Patrick Geoghegan (en) (1859)
- Christopher Augustine Reynolds (en) (1873)

## Hommage
Un établissement scolaire privé catholique de Sydney porte le nom de « Bede Polding College (en) » en hommage à l'archevêque.